# 卡爾王子 (黑森-達姆施塔特)
卡尔·威廉·路德维希（Karl Wilhelm Ludwig；1809年4月23日—1877年3月20日），出生于达姆施塔特，是黑森大公路德维希二世与巴登公主威廉明妮的次子。

## 家庭
1836年，卡爾和普魯士的伊莉莎白結婚，兩人共有3子1女：
1. 路德維希（1837年—1892年）
2. 海因里希（1838年—1900年）
3. 安娜（1843年—1865年）
4. 威廉（1845年—1900年）